# E.P. Taylor
Edward Plunket Taylor, dit E.P. Taylor, né le 29 janvier 1901 à Ottawa au Canada et mort le 14 mai 1989 à Lyford Cay aux Bahamas, est un homme d'affaires canadien, principalement connu pour son élevage de pur-sang, l'un des plus importants du XXe siècle, notamment grâce à son étalon Northern Dancer. 

## Biographie

### Formation et succès financiers
Issu d'une famille aisée, E.P. Taylor étudie à l'université McGill à Montréal, dont il sort diplômé en génie mécanique. Mais bien qu'il a conçu un grille-pain capable de griller les tartines des deux côtés en même temps, et dont il a vendu le brevet, il s'intéresse davantage aux affaires qu'à ses études d'ingénieur. De retour à Ottawa, il entre dans la société d'investissements financiers où travaillait son père. En 1927, il épouse Winifred Duguid, issue comme lui de la haute bourgeoisie. Après la crise de 1929, il se lance avec succès dans le domaine de la bière puis multiplie ses investissements au point de devenir, au sortir de la guerre, l'un des hommes les plus riches et influents du Canada.   
Il s'intéresse très jeune aux courses de chevaux, alors qu'il est étudiant à McGill. Sa fortune lui permet de créer dans les années 30 une écurie, Cosgrave Stable, et il ne tarde pas à rencontrer le succès, notamment avec la pouliche Mona Bell, lauréate en 1938 des Breeders' Stakes et des Maple Leaf Stakes. Mais c'est à partir des années 50 que son influence dans les courses devient prépondérante. Il s'investit dans les institutions et transforme le paysage des courses en Ontario, concentrant l'activité à Toronto et Fort Érié, faisant de l'hippodrome de Woodbine, qu'il inaugure en 1956, le centre névralgique des courses canadiennes et l'un des champs de courses les plus importants d'Amérique du Nord. En 1973, c'est sous son impulsion que Penny Chenery décide que les adieux à la compétition de son crack Secretariat, l'un des plus fameux chevaux de l'histoire, dans les Canadian International Stakes. Taylor fonde également le Jockey Club du Canada et devient pour un temps le président de la Thoroughbred Racing Association américaine.  
E.P. Taylor meurt dans l'opulence, en 1989, au cœur de la communauté privée fermée du Lyford Cay Club aux Bahamas, qu'il avait construit à la fin des années 50. Il y a sans doute croisé quelques magnats de l'industrie du pur-sang habitués des lieux, tels les Irlandais de Coolmore qui lui doivent pour une bonne part leur fortune.  

### Élevage de pur-sangs
E.P. Taylor et sa femme se lancent dans l'élevage dans les années 50, en faisant l'acquisition d'un haras, Windfields Farm, situé à Oshawa, dans lequel il fait venir des étalons américains, parmi lesquels Chop Chop, qui lui a déjà donné quatre lauréats du Queen's Plate dont Victoria Park, qui a son tour allait se révéler un excellent étalon. Un autre achat, plus déterminant encore, a lieu en 1953 à Newmarket, en Angleterre, lorsque Taylor devient contre 10 500 Guinées, une forte somme à l'époque, propriétaire d'une fille d'Hyperion, Lady Angela, pleine du champion italien Nearco, invaincu durant sa carrière de courses, et devenu un reproducteur de premier plan. Le poulain né quelques mois plus tard est nommé Nearctic. En 1958, la victoire de Nearctic dans le Michigan Mile rapporte à E.P. Taylor un pécule qu'il décide d'investir dans une pouliche très bien née qui passe aux ventes de yearlings de Saratoga. Natalma, c'est son nom, lui coûte 35 000 dollars, une somme assez conséquente pour un yearling à l'époque. Mais la pouliche est douée et le lui rend bien, figurant parmi les meilleures 2 ans américaines jusqu'à ce qu'une blessure au printemps 1960 mette un terme à sa carrière. La saison de monte touche à sa fin mais E.P. Taylor décide de la faire saillir par ce même Nearctic qui avait décidé de son destin. Nous sommes le 28 juin 1960, et Natalma est la dernière jument saillie par Nearctic cette année-là. Le 27 mai 1961, à Windfields Farm, un poulain assez petit naît de cette union, il s'appellera Northern Dancer, va changer le cours de l'histoire et faire de Windfields Farm l'épicentre de l'élevage mondial de pur-sang. Pourtant, il aurait pu en être tout autrement si Northern Dancer avait atteint son prix de réserve (25 000 dollars) lors des ventes de yearling, mais à ce prix-là on ne se bouscule pas pour acheter ce poulain mesurant guère plus que 1,55 m au garot, certains disent 1,52 m. Il est donc envoyé à l'entraînement chez l'Argentin Horatio Luro, comme de nombreux représentants de la casaque Taylor. Luro a du mal à canaliser le tempérament compliqué du poulain et propose à son propriétaire de le castrer. Taylor s'y oppose. Bien vu.  
Car Northern Dancer devient un grand champion, élu cheval de l'année aux États-Unis en 1964 après avoir manqué de peu la triple couronne américaine (lauréat du Kentucky Derby et des Preakness Stakes, il termine troisième des Belmont Stakes) dont il est le premier cheval canadien à avoir remporté une épreuve. Mais surtout parce que Northern Dancer est l'étalon du siècle. Son impact sur l'élevage mondial est incommensurable. Il suffit de citer quelques-uns de ses fils, tous brillants compétiteurs et pour la plupart à leur tour de grands étalons et pères de grands étalons : Nijinsky, Sadler's Wells, Danzig, Nureyev, El Gran Señor, Lyphard, Storm Bird, The Minstrel et autres Northern Taste (pilier de l'élevage japonais et issu d'une fille de la décidément providentielle Lady Angela) ont fait de la lignée mâle de Northern Dancer le courant de sang le plus dominant de l'élevage de pur-sang. C'est aussi une manne pour son propriétaire, qui négociera ses saillies jusqu'à un million de dollars dans les années 80, à une époque où ses descendants sont si recherchés qu'ils provoquent une flambée sans précédent du marché, entretenue notamment par la rivalité entre les Irlandais de Coolmore et la famille Al Maktoum venue de Dubaï.  
Les succès d'E.P. Taylor ne se limitent pas à Northern Dancer, puisqu'il est également l'éleveur de certains des meilleurs fils de son étalon miracle, tels Nijinsky, The Minstrel, Storm Bird ou El Gran Señor, mais aussi, via l'un de ses autres étalons Halo, de la grande poulinière de l'élevage Niarchos Coup de Folie ou du phénomène Devil's Bag. Il fut en 1970 sacré numéro un mondial des éleveurs selon les gains de ses protégés, lesquels ont obtenu en tout neuf titres de cheval de l'année au Canada. Il a aussi cumulé les distinctions, même à titre posthume : récipiendaire de deux Eclipse Awards au titre d'éleveur de l'année (1977 et 1983), admis au Canada's Sports Hall of Fame en 1974, au Hall of Fame des courses canadiennes en 1976 et finalement au Hall of Fame des courses américaines en 2014. Les E.P. Taylor Stakes, une grande course se déroulant à Woodbine, lui rend hommage chaque année.  